# Little Ashes
Pour plus de détails, voir Fiche technique et Distribution.
Little Ashes est un film britannique réalisé par Paul Morrison, sorti en 2009.   

## Synopsis
En 1922, à 18 ans Salvador Dalí (Robert Pattinson) arrive à l'université de Madrid, La Residencia de Estudiantes, où les étudiants vivent dans un environnement moderne qui encourage  les esprits les plus brillants d'Espagne. Salvador est déterminé à devenir un grand artiste. Un jour, l'élite sociale du Resi - le poète Federico García Lorca (Javier Beltran) commence à s'intéresser à lui ainsi que le réalisateur de film Luis Buñuel (Matthew McNulty). Ensemble, ils forment le noyau du groupe le plus moderne à Madrid.
Leurs vies privées deviennent de plus en plus complexes lorsque Federico ignore les avances de son amie dévouée et auteure Magdalena (Marina Gatell), et Salvador lui-même sent l'attraction du magnétisme de Lorca. Luis, devenant de plus en plus isolé par la proximité du duo, décide de se déplacer à Paris pour accomplir ses propres ambitions artistiques, laissant Salvador et Federico passer l'été dans la famille de Dalí, dans le village de bord de la mer de Cadaques.
Federico se trouve admis dans la famille de Dalí alors qu'entre lui et Salvador les liens se développent plus étroitement jusqu'à une nuit, lors de laquelle leur amitié devient plus.

## Fiche technique
- Titre original : Little Ashes
- Réalisation : Paul Morrison
- Scénario : Philppa Goslet
- Photographie : Adam Suschitzky
- Musique : Miguel Mera
- Montage : Nancy Richardson
- Production : Carlo Dusi, Jonny Persey, Jaume Vilalta
- Pays :  Royaume-Uni
- Langue : Anglais
- Budget : 2 500 000 $

## Dates de sortie au cinéma
- Royaume-Uni : 2009
- États-Unis : 8 mai 2009

## Distribution
- Robert Pattinson : Salvador Dalí
- Javier Beltrán : Federico García Lorca
- Matthew McNulty : Luis Buñuel
- Marina Gatell : Magdalena
- Bruno Oro : Paco
- Esther Nubiola : Adela
- Marc Pujol : Carlos
- Arly Jover : Gala
- Simón Andreu : Fernando del Valle
- Vicky Peña : La tante de Magdalena
- Rubén Arroyo : Rafael
- Diana Gómez : Ana María
- Pep Sais : Professeur d'art
- Joan Picó : Jeune agent de police
- Ferran Audí : Garde 1
- Adría Allué : Garde 2
- Ferran Lahoz : Señor Milagro
- Cristian Rodrigo : Jeune journaliste
- Sue Flack : Madame
- Adrian Devant : Marionnettiste
- Ramón Enrich : Professeur
- Xavi Siles : Homme 1
- Philippa Goslett, Hannah Rũtzou : Les sœurs de Federico
- Paco Alonso : Chanteur gitan